# Chrysometa guadeloupensis
Chrysometa guadeloupensis là một loài nhện trong họ Tetragnathidae.
Loài này thuộc chi Chrysometa. Chrysometa guadeloupensis được Herbert W. Levi miêu tả năm 1986.